# Coupe d'Algérie de basket-ball 2010-2011
Navigation
Coupe d'Algérie 2009-2010 Coupe d'Algérie 2011-2012
La Coupe d'Algérie 2010-2011 est la 40e édition de la Coupe d'Algérie de basket-ball, compétition à élimination directe mettant aux prises des clubs de basket-ball amateurs et professionnels affiliés à la fédération algérienne de basket-ball.
Le tenant du titre est l'GS Pétroliers, vainqueur durant la saison précédente face au CRB Dar Beida.

## Résultats

### Seizièmes de finale
| Date           | Équipe à domicile | Équipe à l'extérieur   | Score  | Lieu               |
| -------------- | ----------------- | ---------------------- | ------ | ------------------ |
| 21 mars 2011   | OMS Miliana       | USM Sétif              | 77-83  | Boumerdes          |
| 21 mars 2011   | WA Boufarik       | IRB Bordj Bou Arreridj | 65-50  | Boumerdes          |
| 1er avril 2011 | USM Alger         | CS Constantine         | 70-55  | M'Sila             |
| 1er avril 2011 | CSM Constantine   | GS Pétroliers          | 49-73  | Bordj Bou Arreridj |
| 1er avril 2011 | AU Annaba         | USM Blida              | 74-56  | El Eulma           |
| 1er avril 2011 | CRB Temouchent    | AB Skikda              | 60-76  | Rais Hamidou       |
| 1er avril 2011 | OM Bel-Abbes      | MT Sétif               | 81-56  | Dar El Beïda       |
| 1er avril 2011 | AS Hamma          | NA Hussein Dey         | 65-79  | Dar El Beïda       |
| 2 avril 2011   | Olympique Batna   | ASPTT Alger            | 65-30  | M'Sila             |
| 2 avril 2011   | MC Saida          | USMM Hadjout           | 52-64  | Arzew              |
| 2 avril 2011   | CRB Dar Beida     | WS Miliana             | 115-64 | Tipasa             |
| 2 avril 2011   | NB Staoueli       | MS Cherchell           | 74-64  | Tipasa             |
| 2 avril 2011   | ARBEE A.Centre    | CB Hassi Messaoud      | 20-0   | Biskra             |
| 2 avril 2011   | MOO Ouargla       | RAMA Alger             | 80-59  | Biskra             |

### Huitièmes de finale
| Date       | Équipe à domicile | Équipe à l'extérieur | Score  | Lieu                         |
| ---------- | ----------------- | -------------------- | ------ | ---------------------------- |
| 6 mai 2011 | GS Pétroliers     | ARBEE Alger-Centre   | 112-48 | salle omnisports de Staouéli |
| 6 mai 2011 | CRB Dar Beida     | ASM Blida            | 76-69  | salle omnisports de Staouéli |
| 6 mai 2011 | NA Hussein Dey    | USM Sétif            | 69-64  | Bordj Bou Arreridj           |
| 6 mai 2011 | WA Boufarik       | USM Alger            | 79-67  | Miliana                      |
| 6 mai 2011 | AU Annaba         | USMM Hadjout         | 20-0   | Constantine                  |
| 6 mai 2011 | MOO Ouargla       | WR Ain-Bénian        | 70-57  | Biskra                       |
| 7 mai 2011 | OM Bel-Abbes      | Olympique Batna      | 79-63  | salle omnisports de Staouéli |
| 7 mai 2011 | AB Skikda         | NB Staoueli          | 72-70  | Bordj Bou Arreridj           |

### Quarts de finale
| Date        | Équipe à domicile | Équipe à l'extérieur | Score | Lieu                         |
| ----------- | ----------------- | -------------------- | ----- | ---------------------------- |
| 31 mai 2011 | CRB Dar Beida     | NA Hussein Dey       | -     | salle omnisports de Staouéli |
| 29 mai 2011 | GS Pétroliers     | MOO Ouargla          | 20-0  |                              |
| 3 juin 2011 | WA Boufarik       | AB Skikda            | 74-71 | Bordj Bou Arreridj           |
| 3 juin 2011 | OM Bel-Abbes      | AU Annaba            | 20-0  |                              |

### Demi-finales
| Date         | Équipe à domicile | Équipe à l'extérieur | Score | Lieu                         |
| ------------ | ----------------- | -------------------- | ----- | ---------------------------- |
| 19 juin 2011 | GS Pétroliers     | WA Boufarik          | 76-57 | Annaba                       |
| 19 juin 2011 | CRB Dar Beida     | OM Bel-Abbes         | 63-61 | salle omnisports de Staouéli |

### finale
| Date           | Vainqueur     | Finaliste     | Score | Lieu                |
| -------------- | ------------- | ------------- | ----- | ------------------- |
| 8 juillet 2011 | GS Pétroliers | CRB Dar Beida | 89-46 | Salle Harcha Hassan |